# Passiflora adenopoda
Passiflora adenopoda är en passionsblomsväxtart som beskrevs av José Mariano Mociño, Amp; Sesse ex och Dc.. Passiflora adenopoda ingår i släktet passionsblommor, och familjen passionsblomsväxter. Inga underarter finns listade i Catalogue of Life.